# New Industries Building
New Industries Building er en bygning i den vestlige ende af Alcatraz Island, der ligger to kilometer ud for kysten ved San Francisco. Den blev bygget i 1939 for 186.000 dollars som en del af en modernisterinsplan til 1,1 milloner dollars, som også omfattede vandtårnet, kraftværket, officersindkvarteringen og renoveringen af D-blokken.
Bygningen er på to etager og er 93 meter lang. Den indeholdt en klædefabrik, et renseri, et møbelværksted, en penselfabrik og et kontor. Fangerne i det føderale fængsel kunne arbejde for penge i denne bygning. De lavede genstande såsom handsker, møbler og måtter samt uniformer til hæren. Tøjvaskeriet fyldte hele den øverste etage og var det største i San Francisco på det tidspunkt. Hvert vindue har ni ruder, og der er 17 vinduessektioner på hver etage på hver side af bygningen.
I de senere år er bygningen blevet renoveret for imødegå de skader som rust og erosion har forvoldt på strukturerne; vægge og gulve er blevet gennemgået, taget repareret og vinduer og døråbninger, der kan modstå vejrliget er blevet sat op. Vagttårnet på toppen af bygningen er også blevet renoveret og monteret igen.